# Веломарафон
Веломарафон — соревнование велогонщиков на выносливость. Веломарафоны проводятся на длинных дистанциях (60—1000 км) или на время (3-24 часа и более). Трассы бывают по пересечённой местности (кросс-кантри) или по шоссе. Спортсменам необходимо грамотно рассчитывать свои силы на всю дистанцию, а командам — правильно организовывать поддержку (питание, ремонт).
Веломарафонцев, участвующих в бреветах, также называют рандоннёрами.
В России веломарафоны проводятся различными велосообществами.
Начиная с 2011 года, проводится Кубок велосипедных марафонов России среди любителей и профессионалов.
Самым «марафонским» регионом считается Ленинградская область — более 10 марафонов в сезон, включая крупнейший в России Мичуринский.
Крупнейшими в России считаются Мичуринский, Токсовский, Лемболовский (Ленинградская область), Плесский (Ивановская область) веломарафоны — более 600 участников на финише всех дистанций. Крупнейшим Уральским веломарафоном является Киргишаны, крупнейшим Сибирским веломарафоном является Красспорт. Каждый из них собирает более 300 участников каждый год.
Крупнейшим в мире веломарафоном считается Биркибейнер (Норвегия) — около 18000 участников.
Первый рейтинговый кубок по веломарафонам появился в 2010 году на Урале — Хрустальный Кубок, он объединяет Уральские веломарафоны.
С 2012 года проводится Кубок веломарафонов Ленинградской области.